# Giovanni Pisano
Giovanni Pisano (Pisa, c. 1250 - Siena, c. 1315) fue un escultor, pintor y arquitecto italiano. Hijo del famoso escultor Nicola Pisano, recibió su formación en el taller de su padre.
En 1265-1268 trabajó con su padre en el púlpito de la catedral de Siena. Luego trabajaron juntos en la Fontana Maggiore en Perugia. Según Giorgio Vasari, diseñó a su vez la primera basílica de Santo Domingo. Estas primeras obras se hicieron siguiendo el estilo de su padre. Es difícil distinguir quién hizo cada cosa. Sin embargo la Virgen con Niño puede atribuirse con certeza a Giovanni, mostrando un nuevo estilo con una cierta familiaridad entre la Madre y el Niño. 
Su siguiente obra fue en Pisa, esculpiendo las estatuas en las dos filas de gabletes con tracerías en el exterior del Baptisterio (1277-1284). La vivacidad de estas estatuas es una nueva confirmación de que estaba dejando atrás el sereno estilo de su padre.
Fue nombrado al mismo tiempo arquitecto jefe de la catedral de Siena entre 1287 y 1296. Esto le obligó a viajar a menudo entre estas dos ciudades. Las elegantes esculturas y el diseño arquitectónico para la fachada de la catedral en Siena muestran sus tendencias a mezclar el arte gótico con reminiscencias del arte romano.
En 1296 regresó a Pisa para empezar a trabajar en la iglesia de San Juan. En 1301 continuó su obra en el púlpito para la Iglesia de San Andrés en Pistoia, que ya había empezado en 1297. Los cinco relieves del púlpito son La Anunciación y La Natividad; La Adoración, Sueño de los Magos y el Ángel advirtiendo a José; La Matanza de los inocentes; La Crucifixión; y el Juicio Final.
Su trabajo entre 1302 y 1310 en el nuevo púlpito de la catedral de Pisa muestra su distintiva preferencia por el movimiento en sus personajes, alejándose aún más del estilo de su padre. Muestra nueve escenas del Nuevo Testamento, en mármol blanco con un efecto de claroscuro. Contiene incluso una osada representación naturalista de un Hércules desnudo. Su figura de la Prudencia en el púlpito pudo haber sido una inspiración para la Eva en la pintura de La expulsión del Jardín del Edén de Masaccio. Este púlpito con sus dramáticas escenas fue su obra maestra. Después del incendio del edificio en 1595 se guardó durante las obras de redecoración interior del templo, y no fue redescubierto y erigido de nuevo hasta 1926. 
La iglesia de San Nicolás en Pisa fue ampliada entre 1297 y 1313 por los agustinos, quizá con diseño de Giovanni Pisano.
Su última gran obra data probablemente de 1313 cuando hizo un monumento en memoria de Margarita de Brabante (que murió en 1311) a petición de su marido el emperador Enrique VII.
Sus obras muestran una mezcla del gótico francés y el estilo clásico, y Henry Moore se refirió a él como "el primer escultor moderno". 
Uno de sus alumnos fue Giovanni di Balduccio, quien también se convirtió en escultor famoso, y el arquitecto y escultor Agostino da Siena. También influyó en el pintor Pietro Lorenzetti. Giorgio Vasari incluyó una biografía de Pisano en su libro  Le vite dei più eccellenti pittori, scultori, e architetti.
El asteroide (7313) Pisano recibe este nombre en honor de Nicola y Giovanni Pisano.

## Obras importantes

### Púlpito de la catedral de Siena

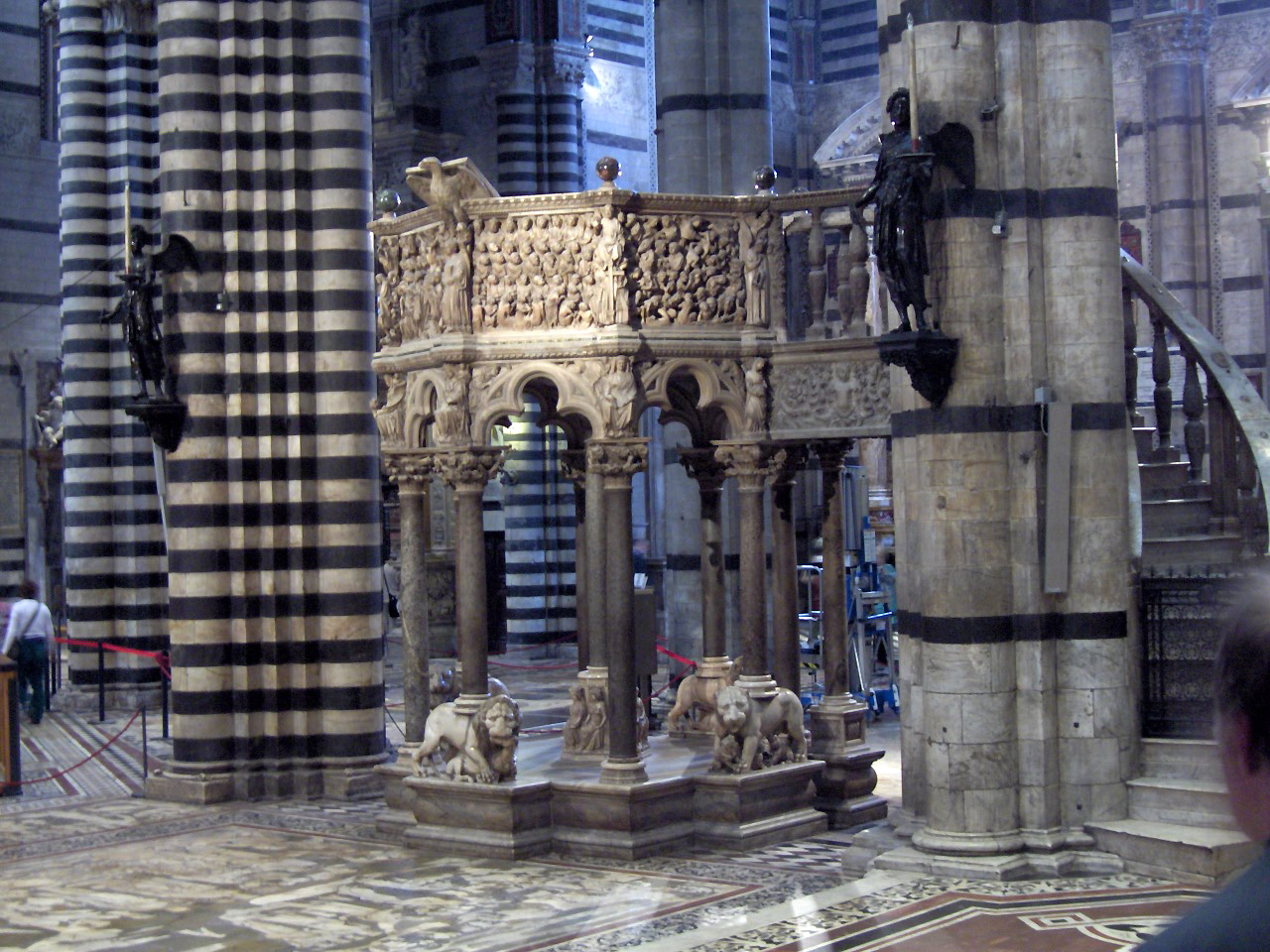
Vista del púlpito de la catedral de Siena

Se encuentra con certeza la mano de Giovanni en el púlpito de la catedral así como las de, también claramente legibles, ciertas personas como Lapo, Donato, Arnolfo di Cambio, lo que no es el caso en el púlpito del baptisterio de Pisa.
Entre las partes atribuidas con mayor confianza a Giovanni se encuentra el Cristo místico delgado e intenso de uno de los pilares entre el primer y el segundo panel. Decidir sobre las asignaciones de personajes del panel es complicado; por ejemplo en algunos casos se encuentra el estilo de Arnolfo o de Giovanni, mientras el rostro denuncia la mano de Nicola, como en el grupo de los Magos en la Adoración. Esto sigue siendo igualmente incierto para paneles como el Juicio Final y la Masacre de los Inocentes donde, el drama del tema y la densidad de los personajes más que el estilo, anticipan las composiciones trágicas de Giovanni. Sin embargo, en medio de personajes ejecutados por manos del maestro, aparecen otros menos logrados, seguramente atribuibles a los asistentes; pistas como un grupo de mujeres en atrevidas poses, líneas nervudas que favorecen expresiones fuertes, un ritmo más rápido de los planos e incluso del conjunto, atribuyen la paternidad a una mano enérgica y juvenil y refuerzan la impresión de parentesco con los personajes que surgieron del cincel de Giovanni en los próximos años.
Respetando la escultura paterna, la obra del joven Giovanni se distingue en la práctica por una mayor adhesión al realismo formal y psicológico, por unas líneas inspiradas en una cultura gótica transalpina más madura.

### Fontana Maggiore de Perugia

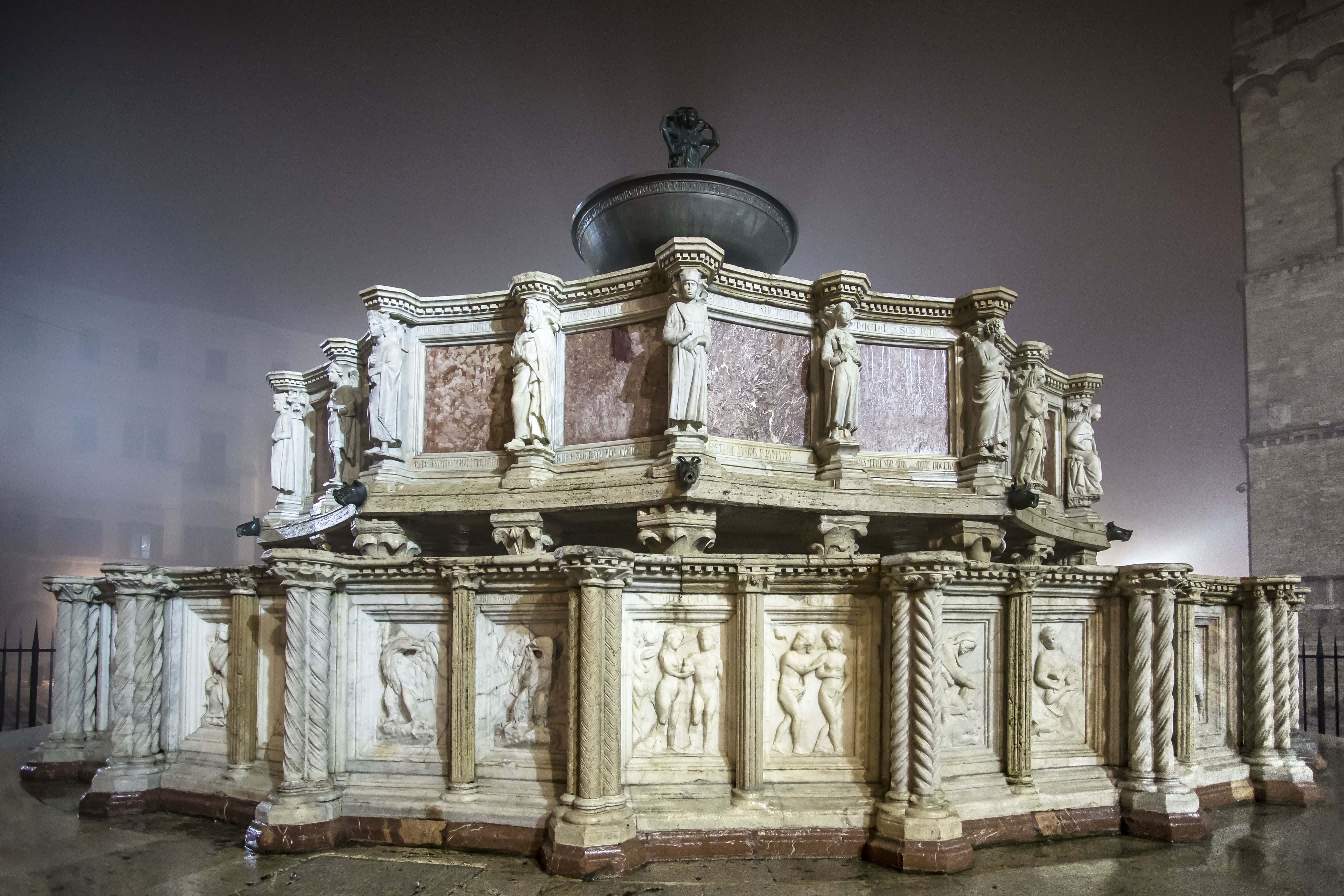
Detalle de la fuente apagada

La fuente de Perugia es la última obra realizada conjuntamente por el padre y el hijo y la participación de su taller. Fue una de las primeras fuentes públicas concebidas como elemento monumental del mobiliario urbano y la primera en contar con un programa iconográfico de este tipo.
Se compone de dos cuencos de mármol blanco y rosa, poligonales, concéntricos y superpuestos. El cuenco superior está coronado por una copa de bronce (fundida en 1277 por un maestro perugino) decorada con un grupo de cariátides. El conjunto descansa sobre un basamento circular escalonado.
La pila inferior está decorada, en su cara exterior, con 50 bajorrelieves que representan los meses del año, las artes liberales, figuras alegóricas. La cuenca superior está marcada por 24 estatuas que representan personajes bíblicos, mitológicos e históricos. No se distingue claramente la personalidad de los diversos escultores, por el contrario el conjunto de la fuente es de gran homogeneidad, aunque se detectan indicios inequívocos de determinados escultores.

### Catedral de Siena

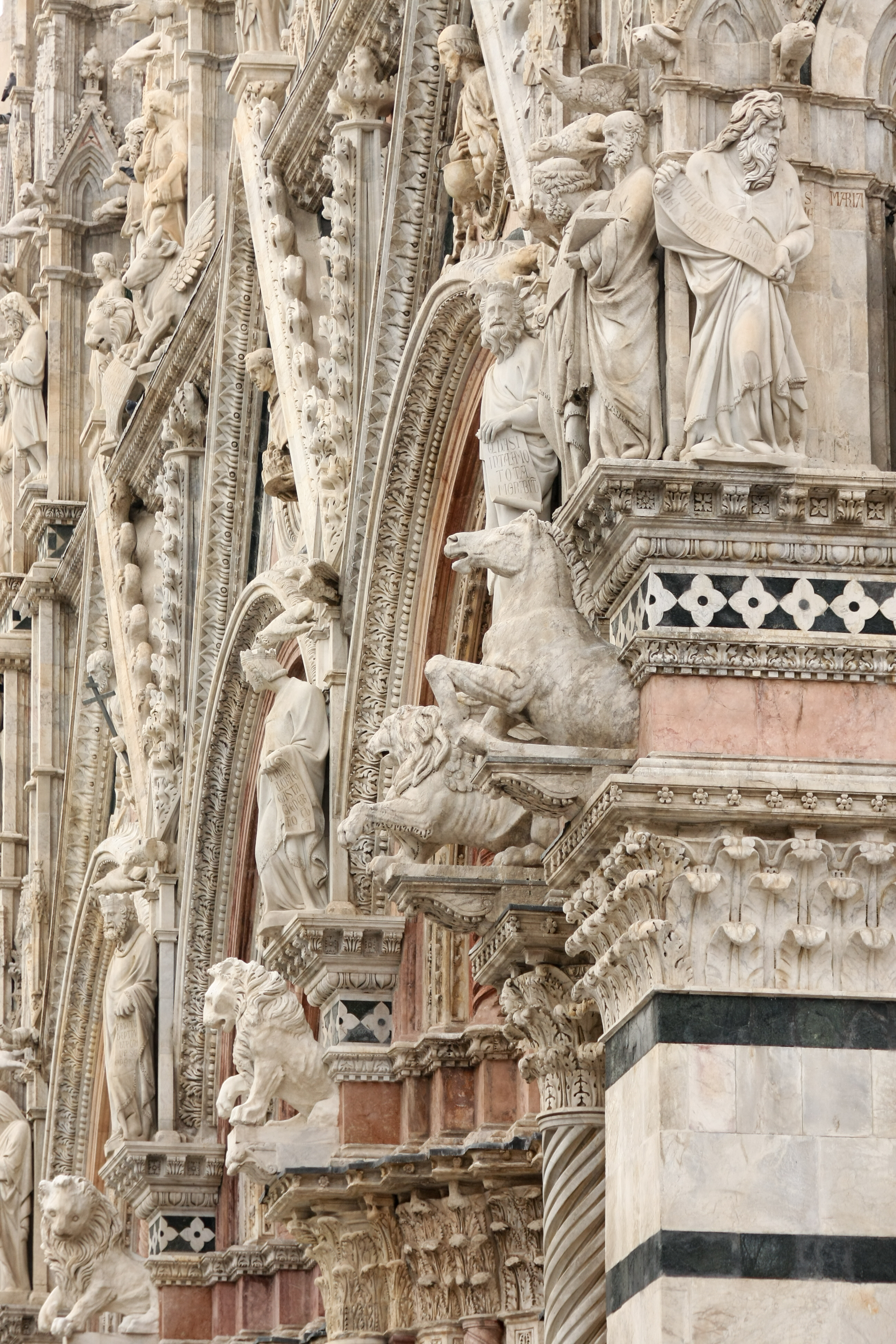
Estatuas de la fachada de la catedral de Siena

Las estatuas realizadas por Giovanni para la decoración de la fachada, cuya estructura acababa de ser erigida (1284), constituyen, en lo que respecta a Italia, el primer ejemplo de un ciclo estatuario monumental. Más grandes que el natural, fueron diseñadas para ser vistas desde la distancia y desde abajo.
Se consideran obras de Giovanni las dos columnas corolíticas del portal central, los seis animales esculpidos y las 14 estatuas monumentales de representantes de la antigua alianza y la antigüedad pagana. Todos estos personajes tienen una relación más o menos directa con el anuncio de la venida de Cristo y participan en la iconografía marcial de la fachada, estando la catedral bajo la advocación de la Virgen.
De frente y de izquierda a derecha se encuentran: Platón, Habacuc, la sibila de Eritrea, David, Salomón y Moisés.
Del lado izquierdo: Daniel, Isaías, Ezequiel y Balaam.
Del lado derecho: Simeón, Miriam (hermana de Moisés) y Aristóteles.
Estas obras, de gran intensidad expresiva, conducen la mirada hacia la Madre de Dios que se encuentra en lo alto del gablete central, donde el óculo parece hacerle una auréola.

### Púlpito de Sant'Andrea

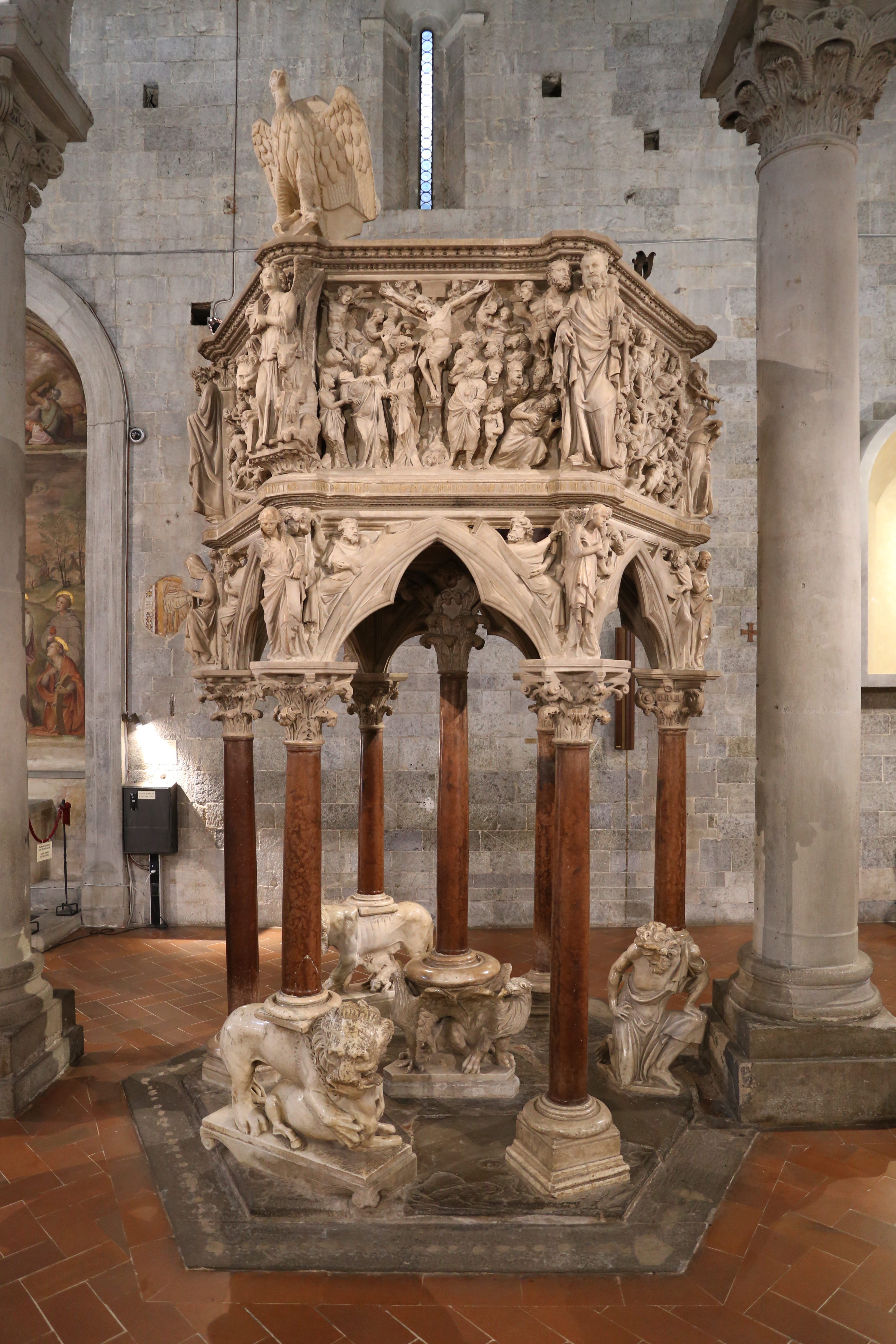
Vista del púlpito de Sant'Andrea

En 1298 Giovanni comenzó a realizar un púlpito para la parroquia de Sant'Andrea en Pistoia , que sería una de sus obras maestras más logradas. Una inscripción certifica la paternidad de Giovanni e indica la fecha de finalización de la obra (1301). Es interesante comparar esta obra con obras similares del padre (púlpito del baptisterio de Pisa y de la catedral de Siena) y medir las evoluciones.
La estructura hexagonal es la del baptisterio de Pisa, es de dimensiones relativamente modestas para adaptarse a la iglesia románica a la que está destinado. El programa iconográfico retoma los modelos paternos.

Detalles del púlpito
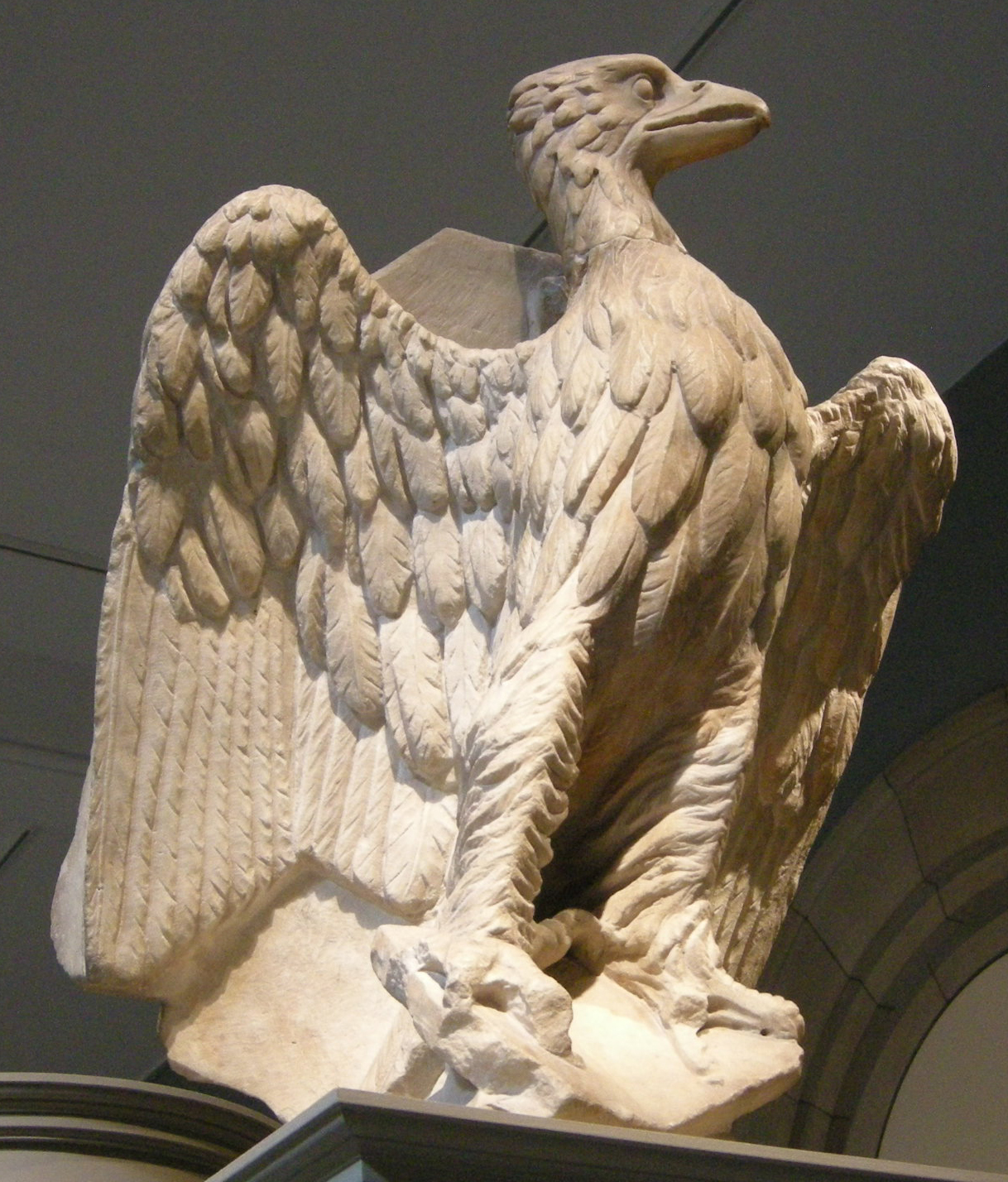
La linterna, en forma de Águila de San Juan
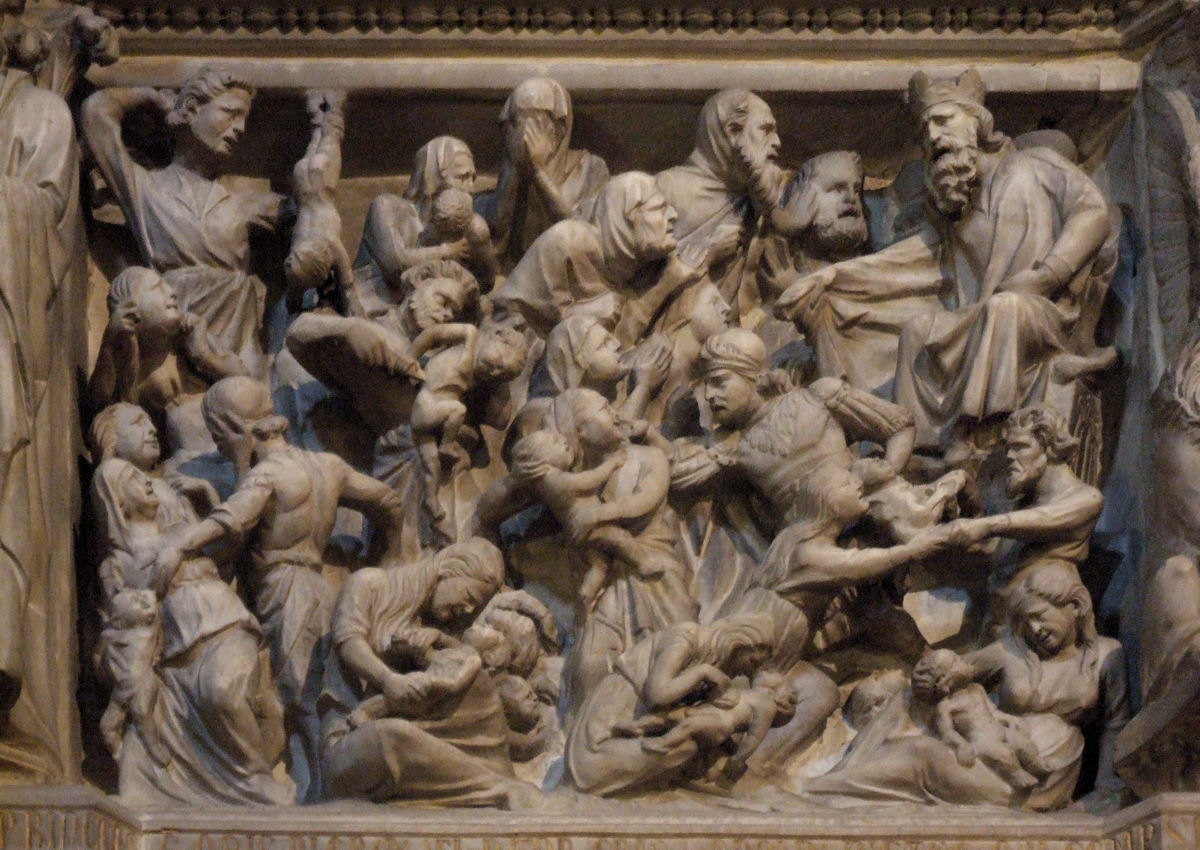
«La matanza de los inocentes»
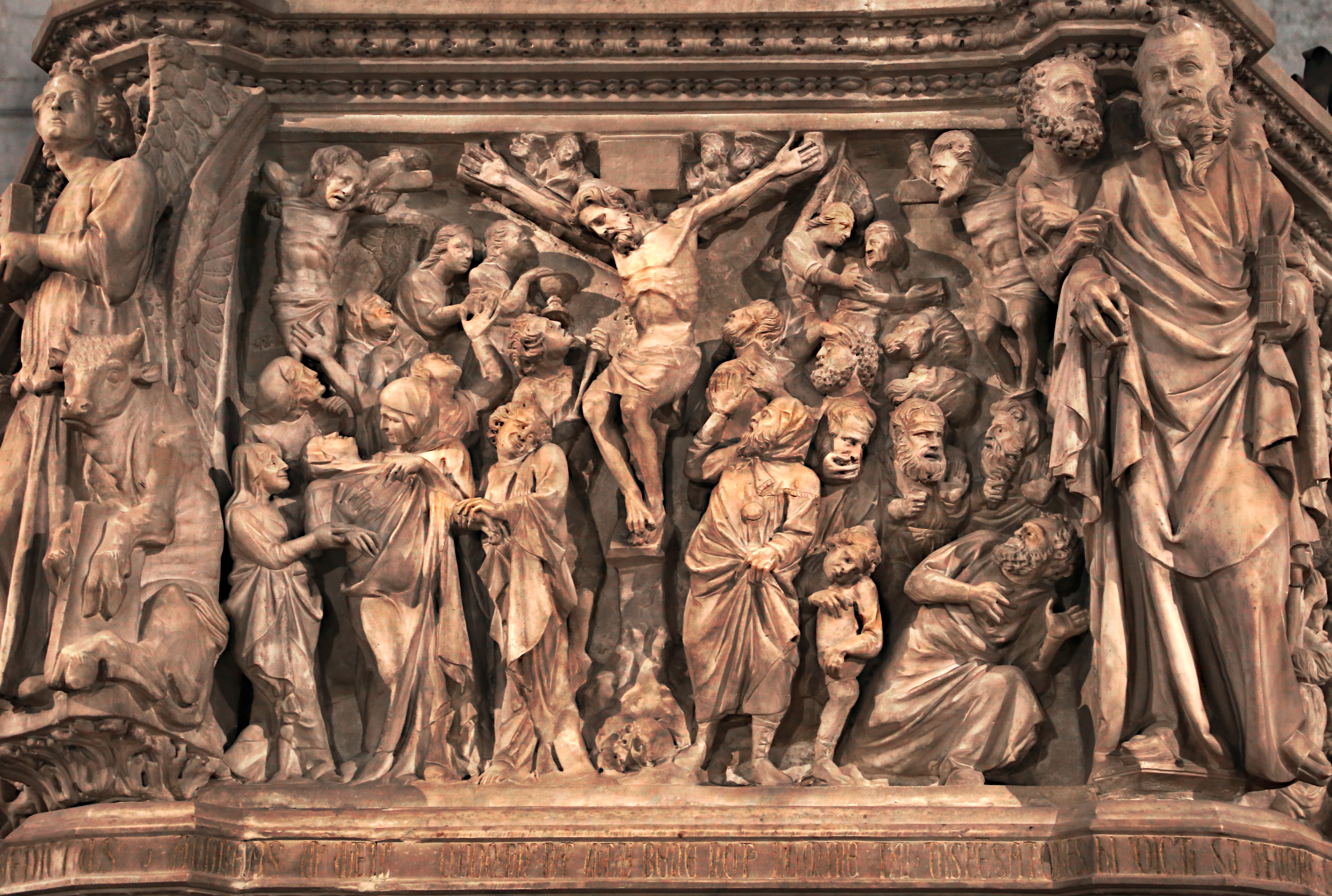
La crucifixión
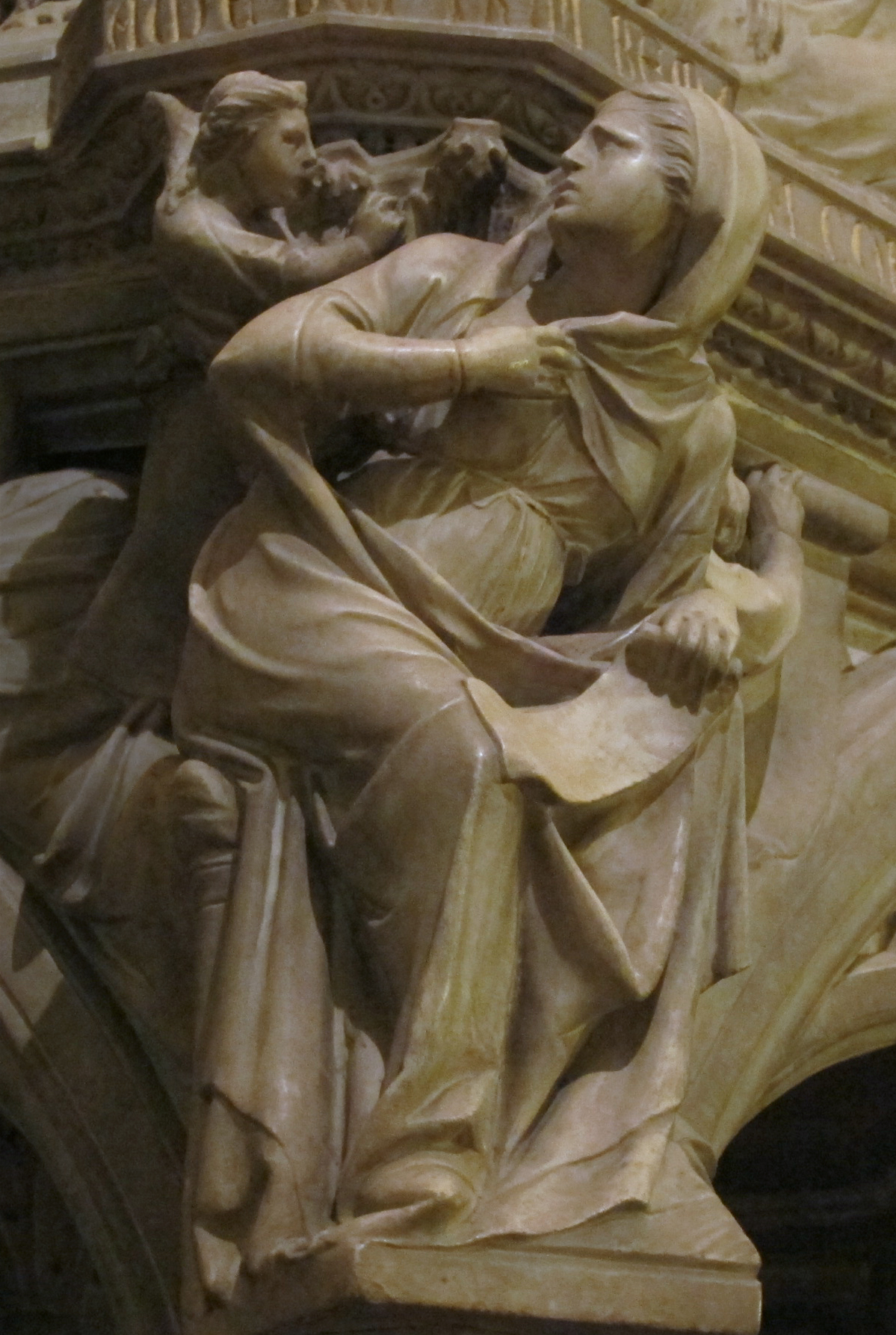
La sibila y el ángel

### Púlpito de la Catedral de Pisa

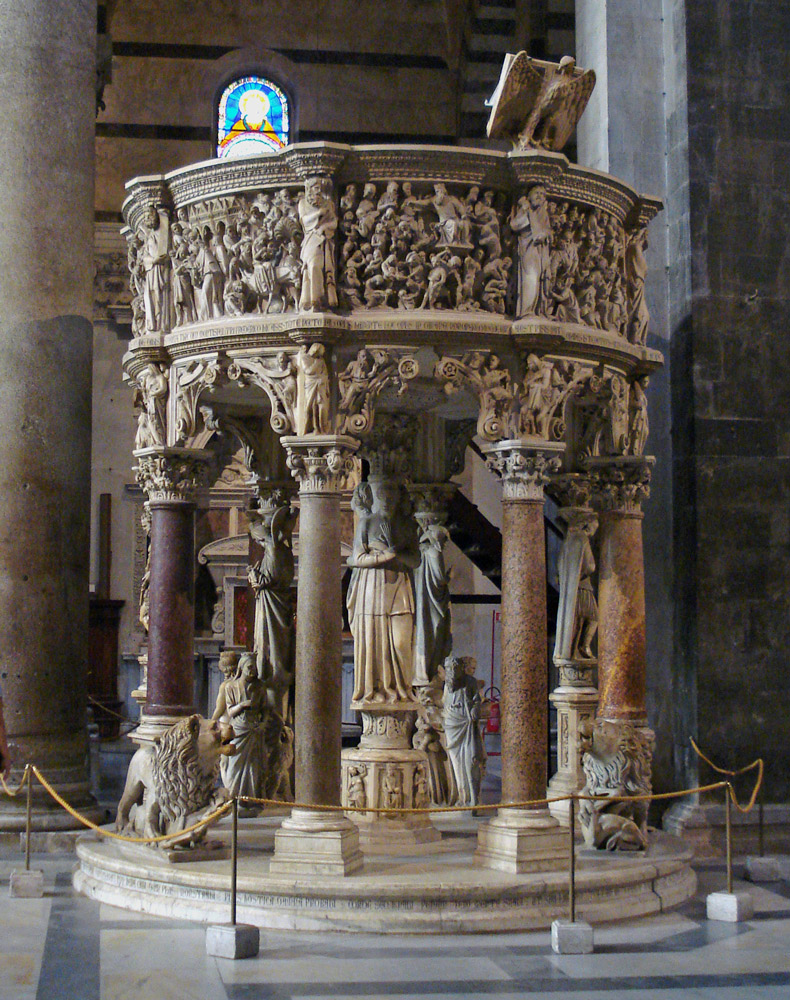
Vista del púlpito de la catedral de Pisa

Esta obra se considera la culminación de la investigación del artista y una de sus mayores obras maestras. Varias inscripciones atestiguan las fechas de finalización de la obra (1301-1311) y también que Giovanni realizó esta obra solo.
Tras el incendio de la catedral en 1595, el púlpito fue desmantelado y los elementos se mantuvieron en varios lugares. No se volvió a montar hasta 1926; los elementos perdidos, mientras tanto, ya no son originales.
La estructura octogonal del púlpito se apoya sobre una base circular a través de ocho apoyos, uno de los cuales es central.
La parte central revela una evolución del estilo de Giovanni: los arcos apuntados góticos son reemplazados por consolas y las partes decorativas se vuelven de inspiración clásica, nuevamente en detrimento de la rudeza gótica.
Los paneles que componen la tribuna son curvilíneos y le dan al conjunto la fluidez de un círculo. Representan escenas del Nuevo Testamento. La densidad de los personajes y la riqueza de los detalles alcanza cotas sin precedentes en comparación con obras anteriores.

Paneles con episodios de la Vida de Cristo
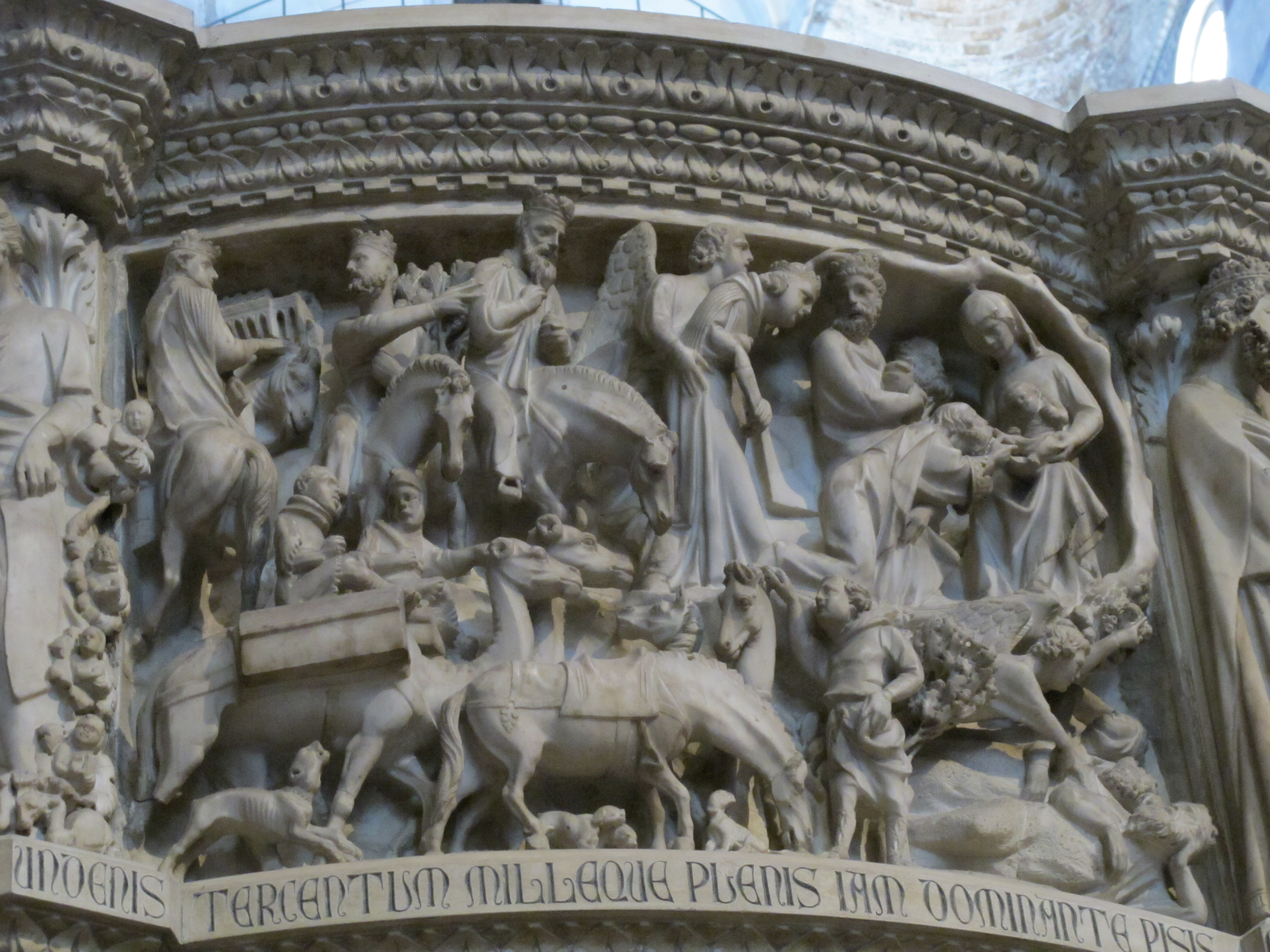
Adorazione dei Magi
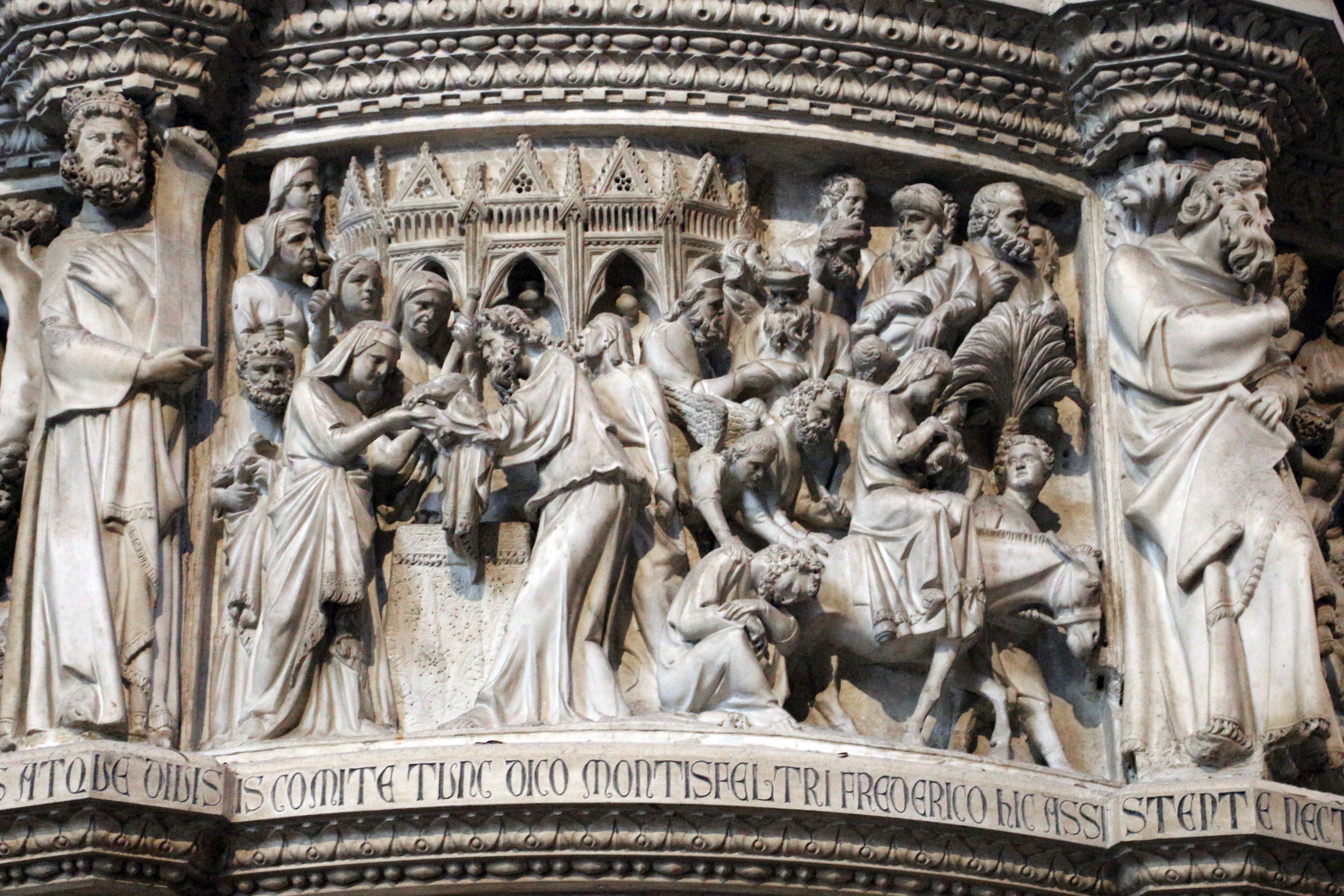
Presentazione di Gesù al tempio e Fuga in egitto
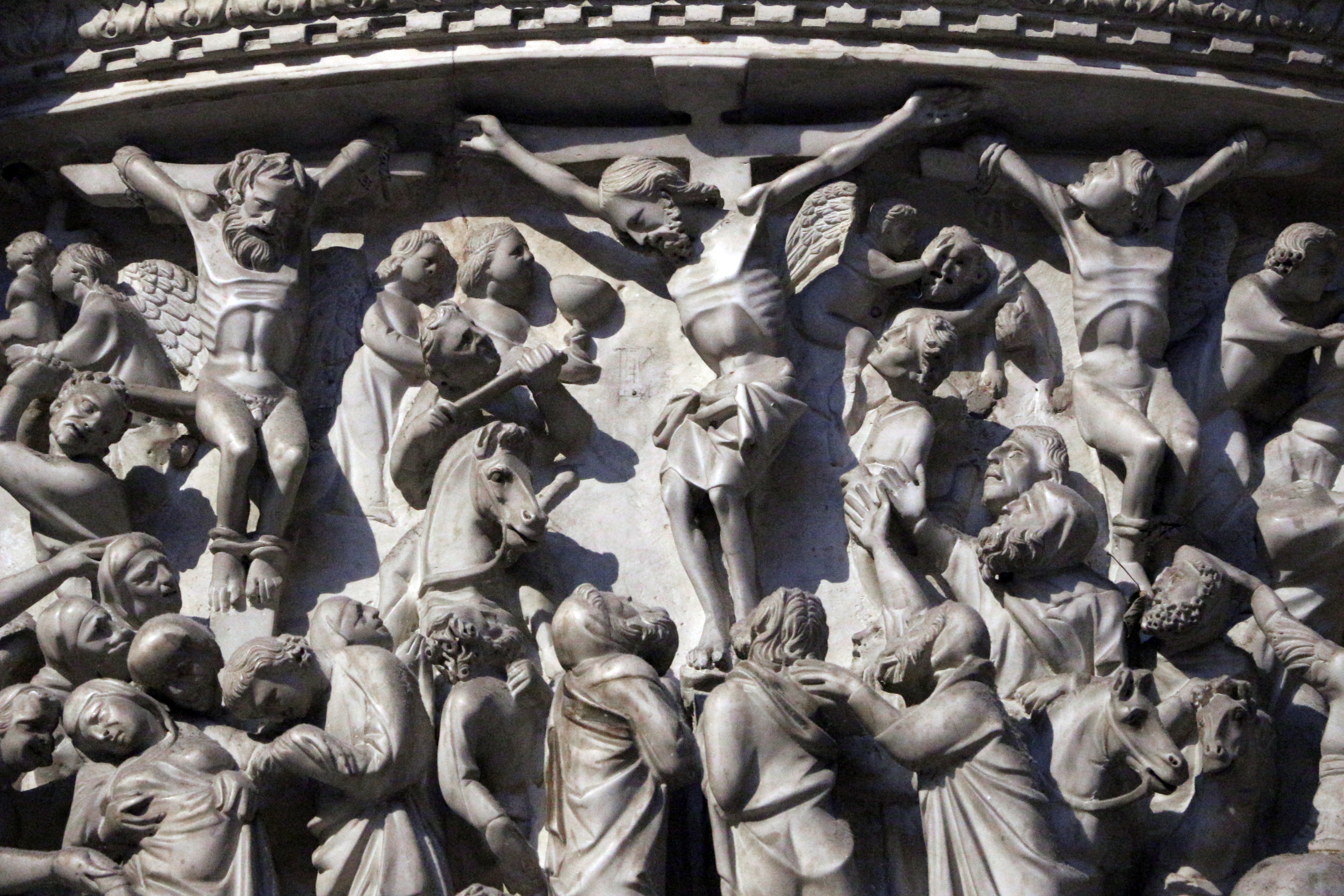
Crocifissione
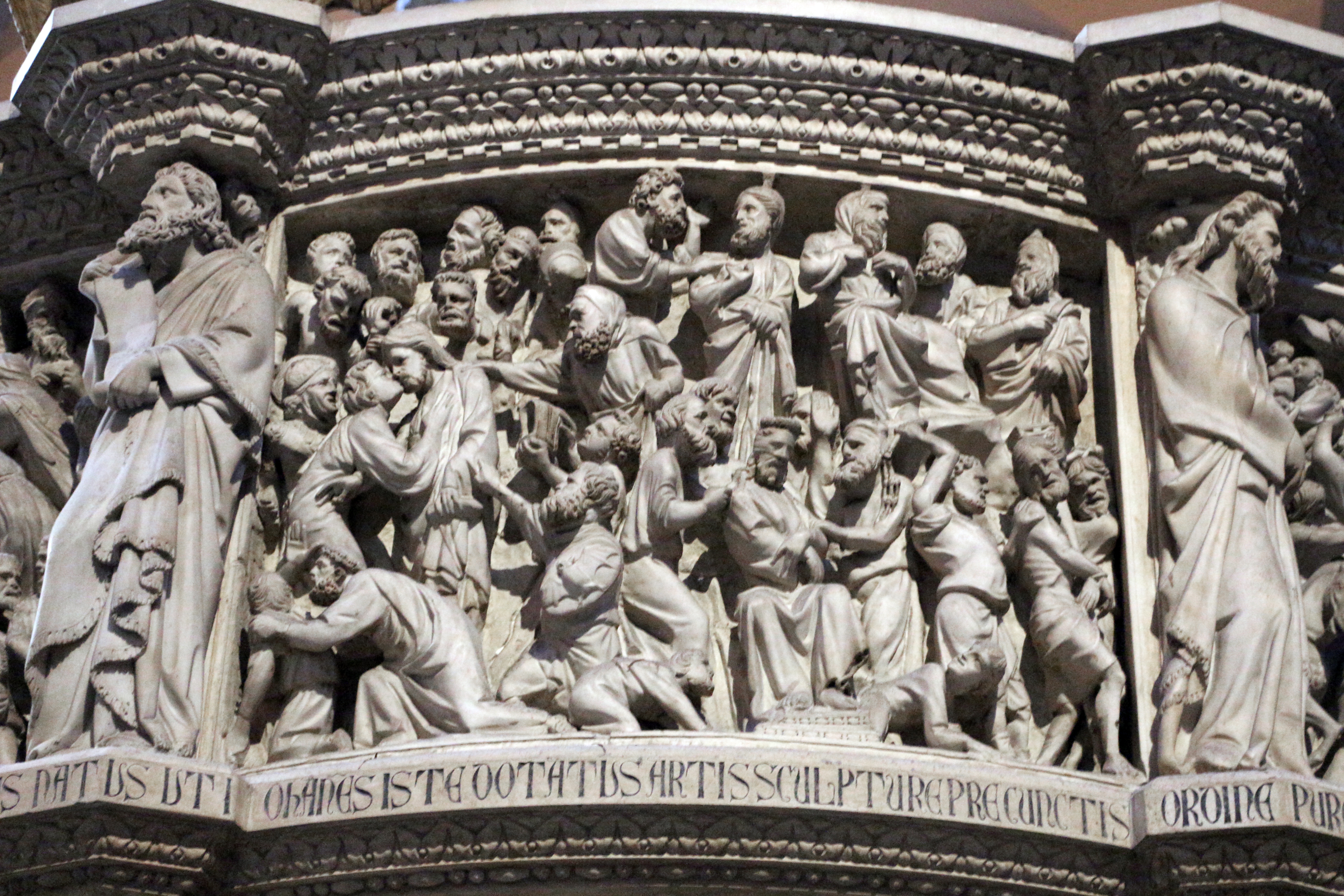
Bacio di Giuda, Incoronazione di spine, Flagellazione

### Sepulcro de Margarita de Brabante
La obra más importante del último período de actividad del artista fue el monumento funerario (1312-1314) de Marguerite de Brabante, esposa de Enrique VII de Luxemburgo, que murió en Génova el 14 de diciembre de 1311. Antes de la coronación imperial en Roma, la tumba estaba en el ábside de la iglesia del convento de los Frailes Menores de San Francesco di Castelletto en Génova, pero cuando la iglesia fue destruida, el sepulcro sufrió graves daños y los materiales, en su mayor parte, fueron dispersados. Los elementos conservados se encuentran actualmente en el Museo de Sant'Agostino en Génova. Destaca especialmente la parte de la resurrección de Margarita, con el medio busto de la mujer que resucitaba, sostenida a ambos lados por un ángel.

### Recapitulativo de Vírgenes y el Niño
Resumen de las vírgenes con el niño de Giovanni, conocidas hasta la fecha; esta lista probablemente no sea exhaustiva:
- Virgen con el niño, representada en un medallón de mármol (1268-1270) en el museo della collegiata di Sant'Andrea en Empoli, procedente de la sacristía de la colegiata, estaba colocada sobre un lavabo;
- Virgen con el niño, en mármol (ca. 1270-1275) en el Museo de la Ópera de la catedral de Pisa, procede del baptisterio de Pisa;
- La Madonna del colloquio, en dos bloques de mármol (ca. 1275), en el Museo de la Ópera de la catedral de Pisa, proviene del tímpano de la puerta opuesta a la de Bonanno de la catedral de Pisa;
- Virgen con el niño , en mármol (ca. 1284) en el Museo de la Ópera de la catedral de Pisa, procede del baptisterio de Pisa;
- Virgen con el niño tallados en un colmillo de elefante (1298-1299) en el Museo de la Ópera de la catedral de Pisa;
- Madonna della Cintola, en mármol (ca. 1301), en la  cappela del Sacro Cingolo de la catedral de Prato;
- Virgen con el niño y dos ángeles, en mármol (ca. 1305-1306) en la Capella degli Scrovegni en Padua;
- Virgen con el niño entourée de Saint Jean-Baptiste et de Saint Jean l'Évangéliste, en marbre (1306) en el Museo de la Ópera de la catedral de Pisa;
- Virgen con el niño, en mármol (1310-1320) en la fachada de la iglesia Santa Maria della Spina en Pisa,
- La Madonna d'Arrigo, con Pisa a sus rodillas, en mármol (1312) en el Museo de la Ópera de la catedral de Pisa, procede del tímpano de la puerta Bonanno de la catedral,
- Virgen con el niño , en mármol (1313-1314) en el museo de Sant'Agostino de Génova, procede del monumento funerario de Margarita de Brabante;
- Virgen con el niño, en mármol (1314) en el Staaliche museen de Berlín.

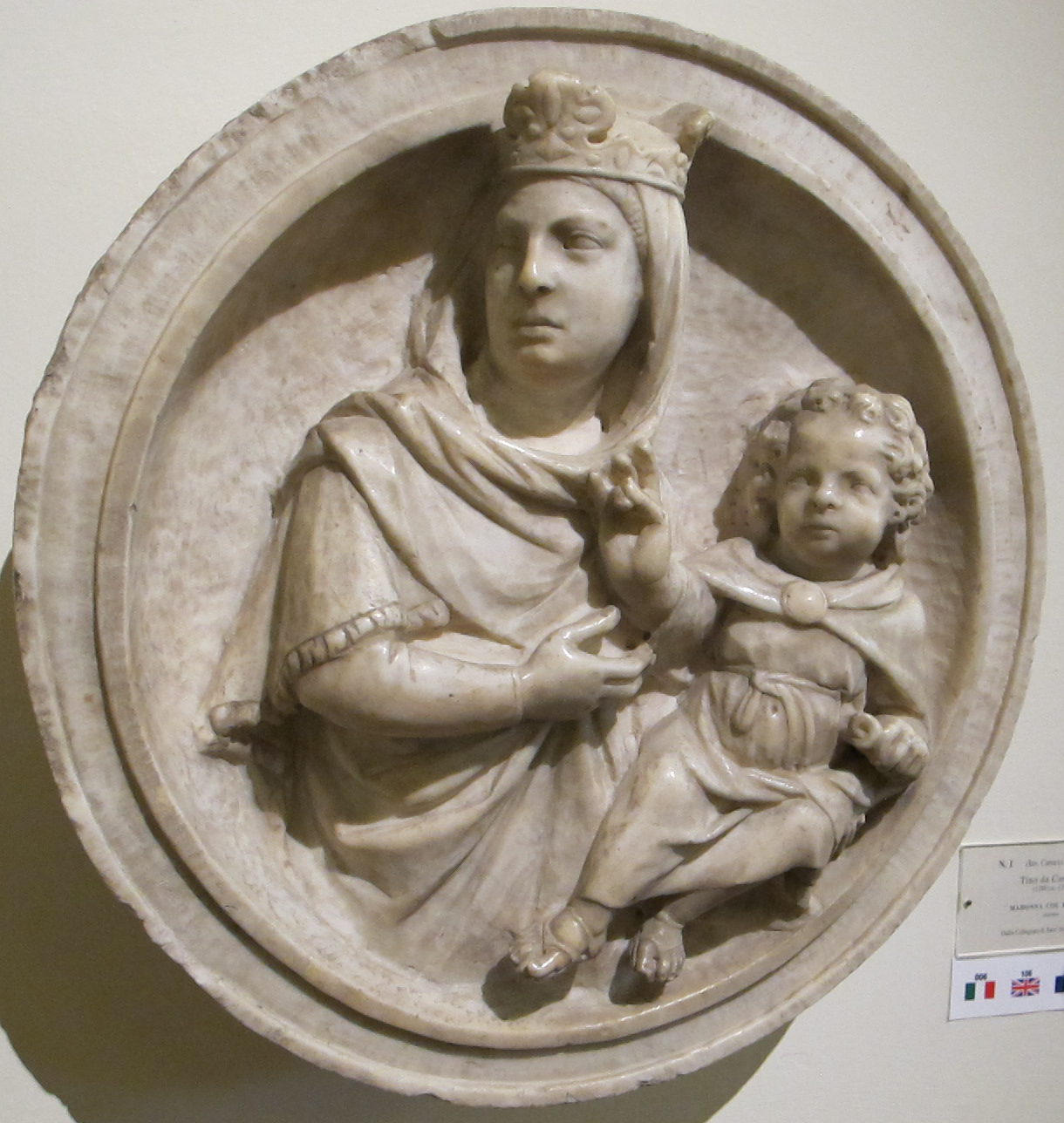
Medallón de mármol
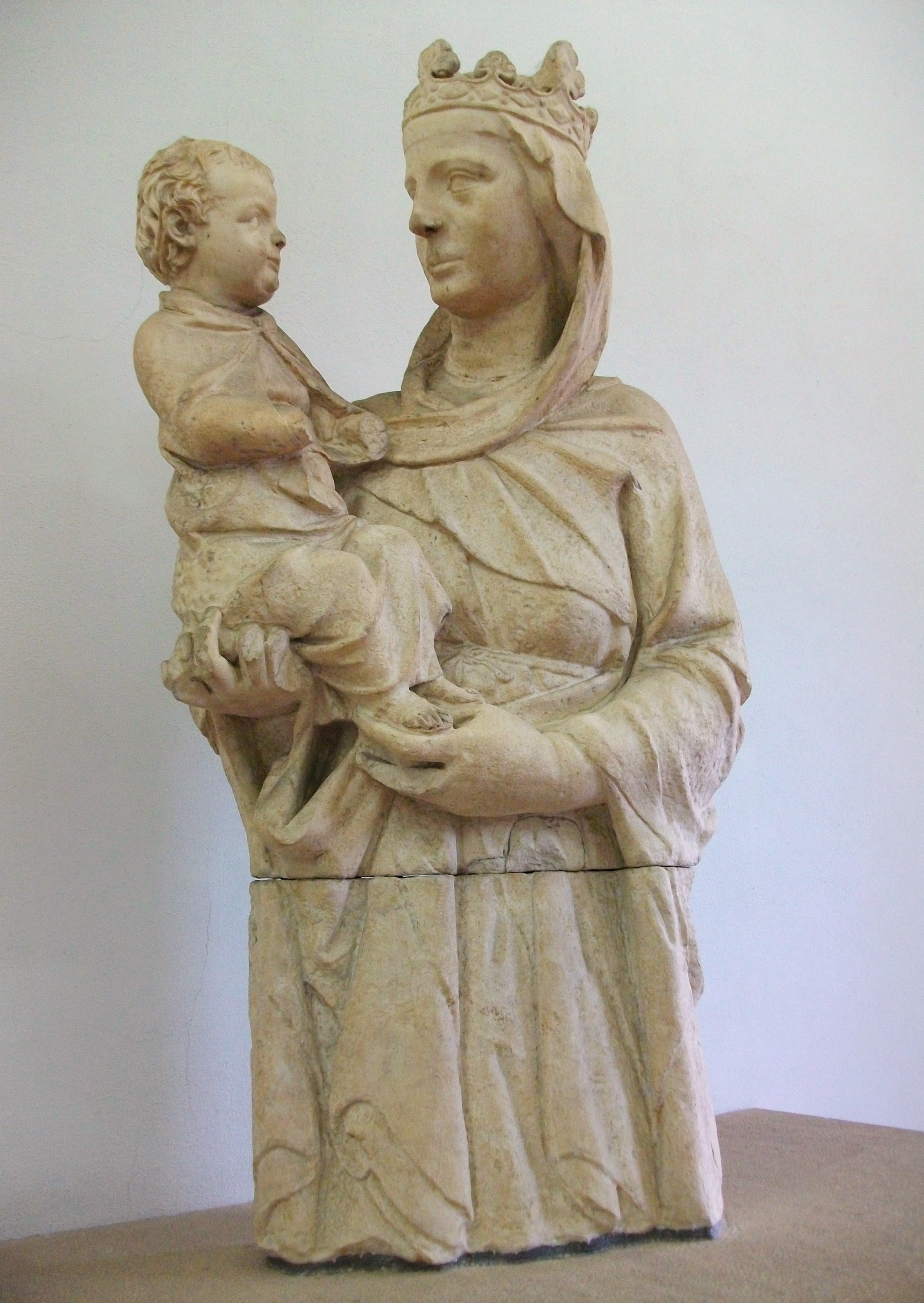
Madonna del colloquio
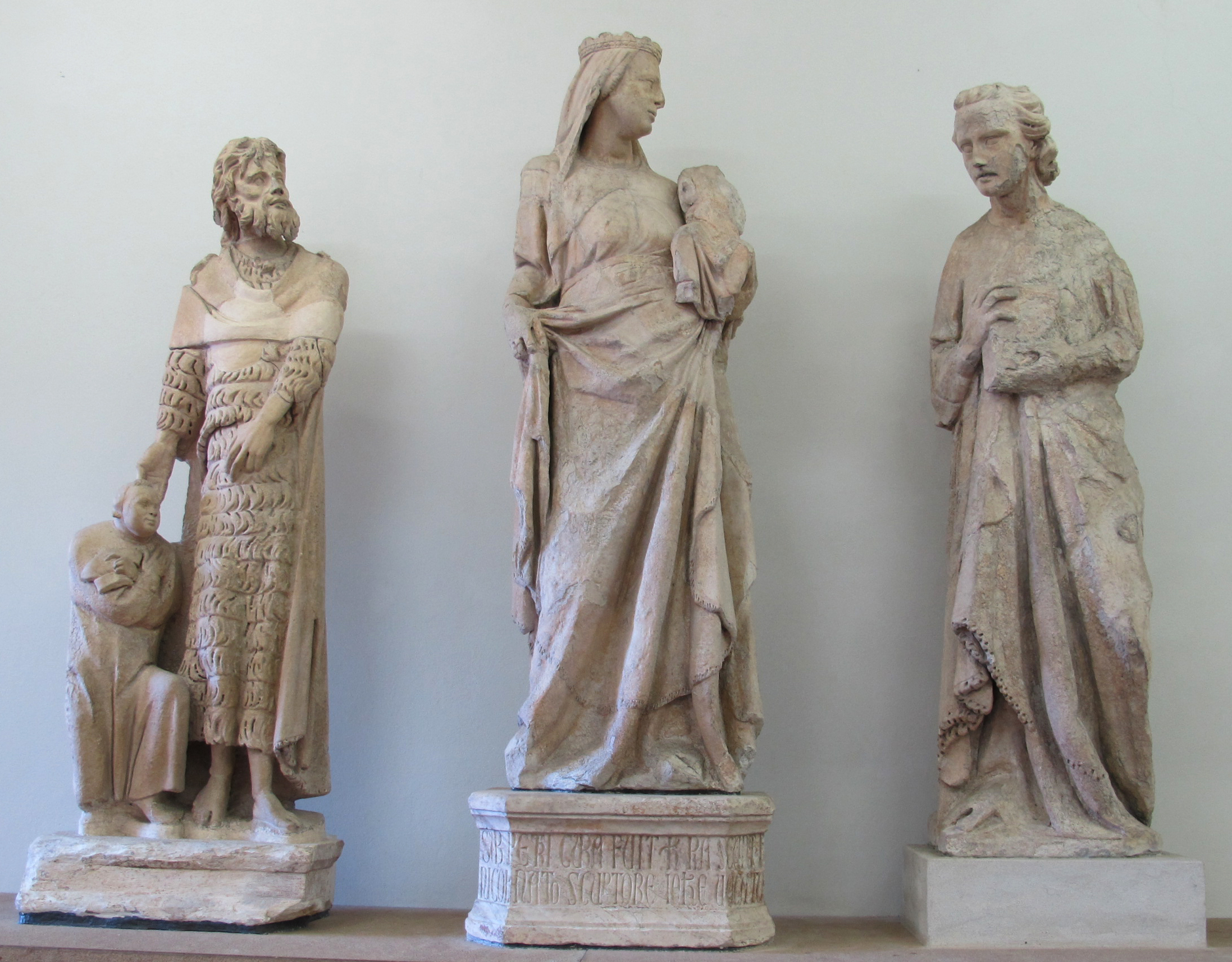
Virgen con el Niño entre los dos San Juan

Finalmente, habría dos más en madera, en la iglesia de Sant'Andrea de Pistoia, la primera ejecutada al mismo tiempo que el púlpito (1298-1301) Santa Maria de Ripalta (que depende del parroquia de Sant'Andrea ), .

### Recapitulativo de crucifijos
Muy sensible a este tema iconográfico, Giovanni ejecutó múltiples crucifijos durante su actividad, la mayoría de las veces en madera, a veces en marfil, todos muy patéticos, que hoy están un poco dispersos, por ejemplo:
- crucifijo en marfil (ca. 1270), colección privada;
- crucifijo en madera (ca. 1285) en el Museo dell'Opera Metropolitana del Duomo de Siena;
- crucifijo en marfil (ca. 1285-1300) en el Victoria and Albert museum de Londres;
- crucifijo en madera (ca. 1300) en el Staatliche museen de Berlin;
- crucifijo en madera policromada (ca. 1300) procedente de la catedral de San Cerbone[15] en Massa Marittima;
- crucifijo en madera policromada (ca. 1301) en la catedral de Prato;
- Finalmente, habría dos más en madera, en la iglesia de  Sant'Andrea de Pistoia, el primero ejecutado al mismo tiempo que el púlpito  (1298-1301) se colocó originalmente en la iglesia  Santa Maria de Ripalta (que depende del parroquia de Sant'Andrea), el segundo, también de madera pero de menor tamaño, muy cercano al estilo de Giovanni, pero cuya atribución es controvertida.

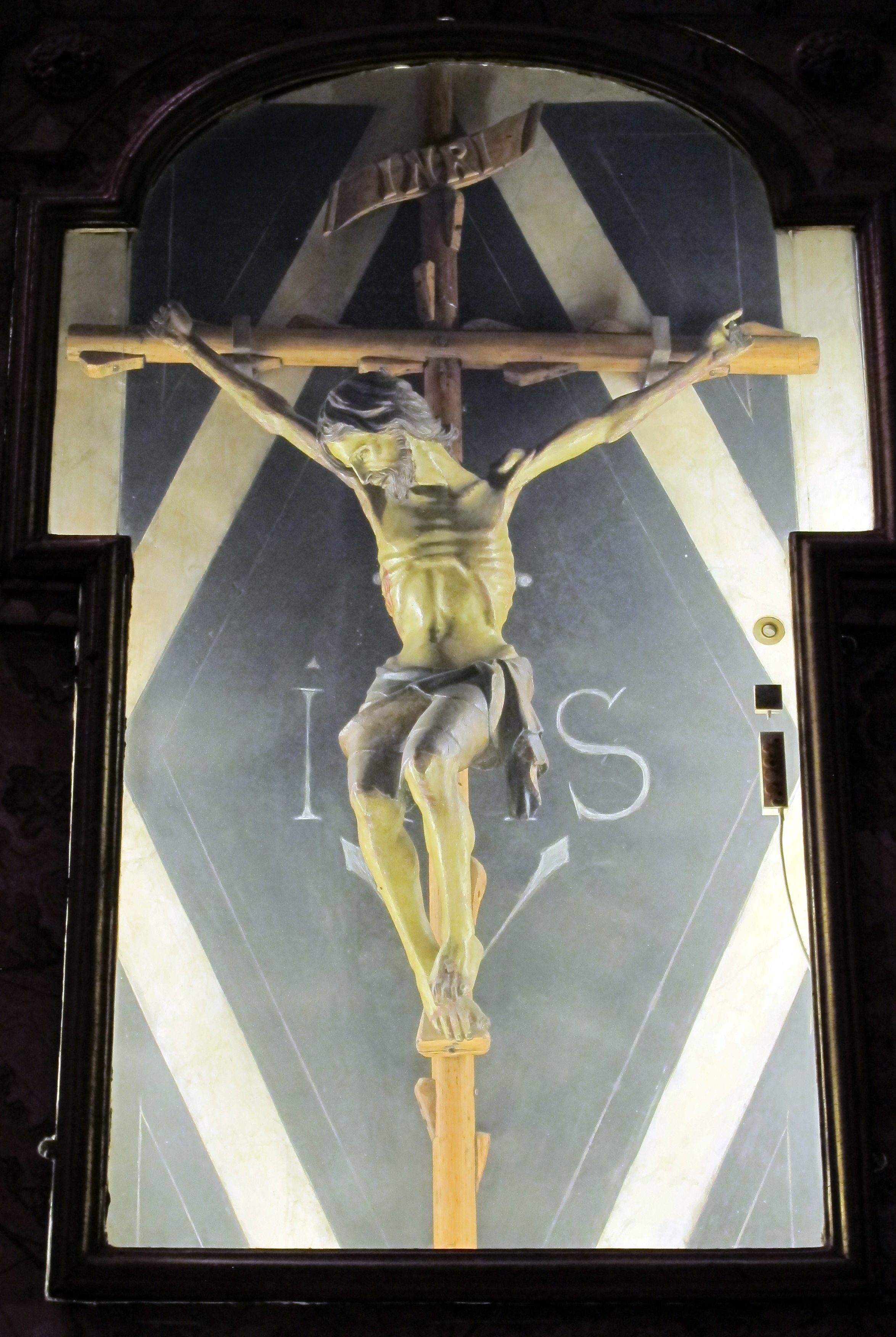
Crucifijo catedral de Prato
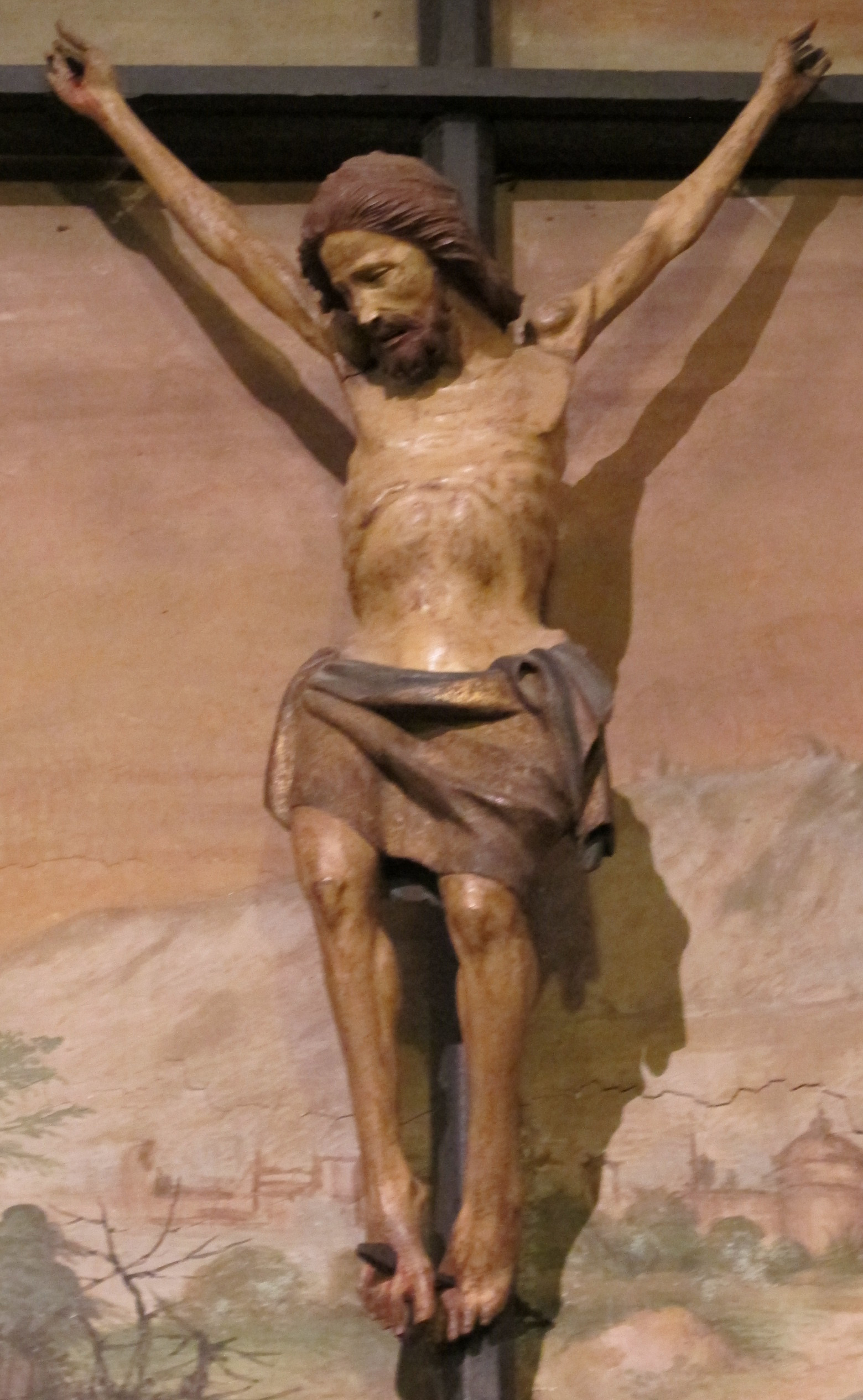
Crucifijo de Ripalta